# Bungarus andamanensis
Bungarus andamanensis o krait de Andaman del Sur es una especie de serpientes venenosas de la familia Elapidae.

## Distribución geográfica
Es endémica de las islas Andamán en la India.

## Estado de conservación
Se encuentra amenazada por la pérdida de su hábitat natural.